# Perihelion Summer
Perihelion Summer ist ein Science-Fiction-Roman des australischen Schriftstellers Greg Egan. Die englische Ausgabe wurde im Jahr 2019 von Tor Books veröffentlicht. Der Roman beschreibt den Flug eines Doppelsystems aus Schwarzen Löchern durch das Sonnensystem und den durch den verschobenen Orbit der Erde verursachten Krisen.

## Handlung
Taraxippus, ein Doppelsystem aus Schwarzen Löchern mit etwa einem Zehntel der Masse der Sonne, wird mithilfe des Gravitationslinseneffektes durch Beobachtung der Einstein-Ringe entdeckt. Bei der Passage durch das Sonnensystem werden die Umlaufbahnen der Planeten verschoben und insbesondere die Erde auf einen elliptischeren Orbit gebracht. Im Perihel steigen und im Aphel sinken die Durchschnittstemperaturen um etwa zehn bis fünfzehn Grad. Länder bereiten sich etwa durch Einschluss ganzer Städte unter Glaskuppeln oder Öffnung ihrer Grenzen für Flüchtende vor.
Matt und seine Freunde bauen die Mandjet, ein Boot mit einem sich selbst aufrecht erhaltenen Ökosystem, um weit abseits des Landes bleiben zu können und potentiell zur Antarktis reisen zu können. Auf dem Meer treffen sie auf andere Boote und gruppieren sich zu einer Flottille zusammen. Als Matt von einem Feuer in seiner Heimatstadt Perth hört, macht er sich auf den Rückweg, um seine Eltern und Schwester zu retten, welche zuvor das Meer als zu unsicher abgelehnt haben. Er trifft eine Stunde nach dem Tod seines Vaters durch einen Herzinfarkt ein, welcher tödlich war, da sein Vater es verschwieg, während die Familie aus Perth floh. Matt wird nun von seiner Mutter dafür und auch für Taraxippus beschuldigt, da er ständig darüber geredet hat. Matt bringt seine Mutter und Schwester zurück zur Mandjet, erfährt jedoch, dass diese gekapert wurde. Zusammen mit seinen Freunden können sie die Kontrolle zurückgewinnen und Matt wird von seiner Mutter vergeben.

## Kritik
Russell Letson schreibt im Locus Magazine, dass der Roman mehr als nur ein Ritt sei, sondern vielmehr eine Beschreibung wie schnell Dinge wie schlecht werden könnten mit einer genauen Behandlung von Ursachen bis Auswirkungen wie vom Autoren auch zu erwarten („is certainly more than 'just a ride': a description of how wrong things can go and how fast, a hard-SF, procedural-didactic treatment that follows its disaster from causes through effects and responses, supported by the meticulously precise observations of processes one expects from this writer“). Er fügt hinzu, dass frühere Kapitel ebenfalls die sozialen und politischen Reaktionen umfassen („early chapters also sketch in the range of social and political reactions“) sowie der Rest des Romans dann die Folgen, wenn die Bevölkerung sich entweder den Extremen von Eis und Feuer stellt oder flieht („the rest of the book unpacks the implications of political pathologies and climatological disturbances as populations face or flee the deadly extremes of ice and fire“). Er denkt weiter, dass Greg Egan entweder genauer untersucht, wie die Welt funktioniert oder wie wir damit umgehen („Egan always insists on examining and unfolding the way the world works and the ways we interact with those operations“), sodass im Roman für die melodramatischste Lösung sowohl überlegt wird, das rational, was möglich, was anständig oder was menschlich sei („also models the rational, the possible, the decent, and the humane in its picture, as though reluctant to give in to the most melodramatic options offered by the situation“). Dadurch werde eine beschleunigte Entwicklung in die Zukunft dargestellt sowie eine vermutlich genauso unwahrscheinliche Lösung, nämlich das rationale und menschliche Verweigern des Aufgebens und der Hingabe an Machtfantasien oder Magie („modeling both an accelerated version of the future we face and a perhaps-as-unlikely kind of response to it – a rational and humane refusal to give up or give in to survivalist power fantasies and magical thinking“).
Kirkus Reviews nennt das Werk mehr Appetitmacher als Hauptgericht („more an appetizer than an entree“), da es mehr als eine Novelle aber doch weniger als ein Roman sei („more than a novella yet less than a novel“). Darüber hinaus heißt es, dass Greg Egan in schnellen lebendigen Zeichnungen zeigt wie sich das Leben sowohl auf der Mandjet als auch an Land und dem ganzen Planeten für immer verändert. Als Metapher für die Klimakrise sei das effektiv genug. Vor etwa dreißig Jahren schaffte George Turner, ebenfalls Australier, das bereits in Drowning Towers. Zwar fehlt Perihelion Summer dessen Gewicht und Komplexität, jedoch ist es ein bemerkenswerter Beitrag dessen Folgen unserer Vorstellung überlassen werden. („In a series of quick, vivid sketches, Egan shows us how, for those aboard the Mandjet and their friends and relatives still on land, life—the entire planet—will change forever. As a metaphor representing global climate change, it's effective enough; more than 30 years ago, another Australian, George Turner, did something comparable in Drowning Towers. This lacks that book's weight and complexity, though it's certainly a noteworthy contribution to a debate whose implications Egan is content to leave to our imaginations.“)